# トリックスター
トリックスター（英: trickster）とは、神話や物語の中で、神や自然界の秩序を破り、物語を展開する者である。往々にしていたずら好きとして描かれる。善と悪、破壊と生産、賢者と愚者など、異なる二面性を持つのが特徴である。
この語は、ポール・ラディンがインディアン民話の研究から命名した類型である。カール・グスタフ・ユングの『元型論』で取り上げられたことでも知られる。ユングはトリックスターの粗野で原始的な行動を「（人間の）より初期の未発達な意識の段階の反映」と見る。
ウィリアム・シェイクスピアの喜劇『夏の夜の夢』に登場する妖精パックなどが有名。ギリシア神話のオデュッセウスや北欧神話のロキもこの性格をもつ。

## 特徴
トリックスターは、時に悪意や怒りや憎しみを持って行動したり、盗みやいたずらを行うが、最終的には良い結果になるというパターンが多い。抜け目ないキャラクターとして描かれることもあれば、乱暴者や愚か者として描かれる場合もあり、両方の性格を併せ持つ者もある。
文化的に重要な役割を果たしているとき（例えば、火を盗むなど）や神聖な役割のときでさえ、おどけてみせたりもする。文化英雄であると同時に既存概念や社会規範の破壊者であり、あるいは賢者であるが悪しき要素を持つなど、一面的な定型に納まらない存在である。

## 文化から見たトリックスター
多くの文化では、トリックスターと文化英雄は結びつけられることが多い。
例えば、ギリシア神話のプロメーテウスは、人間に火を与えるために神の元から火を盗んだが、彼はトリックスターとしてよりも文化英雄としての性格の方が有名である。一方、北アメリカネイティヴアメリカンの伝承では、コヨーテの精霊が神（もしくは星や太陽とも）から火を盗むが、こちらはトリックスターとしての性格の方が大きく現れている。これは他の話においてはプロメーテウスは知性のある巨人だが、コヨーテは単なるいたずら者と見なされる場合が多いことからきている。
文化圏によっては、コヨーテやワタリガラスと関連づけられる。
アフリカや北アメリカではトリックスター神話が重要な地位を占めている。ウィネバゴ・インディアンのトリックスターはミンクやコヨーテなどに「弟よ」と話しかけるほど親近性をもつが、これらの動物に騙され、愚か者ぶりを発揮するも、仕返しをし、だんだんと人間らしくなっていく。

## トリックスターの例

### アイヌ神話
- オキクルミ
- パナンペとペナンペ

### アステカ神話
- テスカトリポカ
- ウェウェコヨトル

### アメリカ先住民
- イクトミ（北アメリカのスー族）
- コヨーテ（北アメリカの先住民全般）
- ワタリガラス（アラスカ及び、北アメリカとカナダ国境付近の先住民全般）
- ナナボーゾ（北アメリカのオジブワ族）
- ココペリ（北アメリカのホピ族）
  - コシャレ（北アメリカのプエブロ諸族）

### ギリシア神話
- エリス
- プロメーテウス
- ヘルメース[7]
- ヘーパイストス

### クトゥルフ神話
- ナイアーラトテップ

### ケルト神話
- スピリット
- パック（ケルト民間伝承）

### 古代メソポタミア神話
- イシュタル

### タロットカード
- 愚者

### 中国
- 孫悟空（仏教 - 西遊記）
- 紅孩児（同）
- 哪吒（道教 - 西遊記、封神演義）

### ドイツ民話
- ティル・オイレンシュピーゲル[6]

### 西アフリカ、西インド諸島
- アナンシ

### 日本
- スサノオ（神話）[7]
- 因幡の白兎（神話）[8]

- 吉四六（民話）[6]
- 彦一（民話）[6]

### ハワイ神話
- マウイ

### フランス民話
- ルナール

### 北欧神話
- ロキ[7]

### 北西カフカス神話
- ソスリコ

### ポリネシア神話
- マウイ

### ユダヤ教・キリスト教等
- ルシファー
- ヤコブ

### ヨルバ族神話
エシュ